# Boden (Gemeinde Pfafflar)
Boden ist ein Ort im Außerfern in Tirol wie auch Ortschaft der Gemeinde Pfafflar im Bezirk Reutte.

## Geographie
Das Dorf befindet sich etwa 25 Kilometer südwestlich von Reutte und 11 Kilometer nordwestlich von Imst. Es liegt im Tal des Streinbachs (auch Streimbach genannt, das Tal Bschlabertal, ab Boden einwärts Pfafflartal) auf um die 1310 m ü. A. Höhe, am Hahntennjoch, wo die L266 Bschlaber Straße – nach dem Pass L72 Hahntennjochstraße – das Lechtal mit Imst im Inntal verbindet. Der Ort liegt etwas abseits der Straße, die kurz vorher in Serpentinen Richtung Pass ansteigt: Der Boden ist die Talweitung am Zusammenfluss von Angerlebach (von Süden) und Pfafflarbach von der Passhöhe (von Osten) zum Streinbach.
Die Ortschaft umfasst etwa 40 Gebäude mit knapp 50 Einwohnern.
Dazu gehören neben dem Dorf Boden der Weiler Brandegg östlich oberhalb an der Straße, und die Rotte Pfafflar zum Pass hin, nach der die heutige Gemeinde benannt ist. Gemeindehauptort ist aber Bschlabs.
Nachbarortslagen und -ortschaften
| Bschlabs (O)             | Taschach                                    |                                  |
|                          | Kompassrose, die auf Nachbargemeinden zeigt | Brandegg Pfafflar                |
| Gramais ∗ (Gem. Gramais) | Hanauer Hütte (Gem. Imst)                   | Imst ∗ (O, Gem. Imst, Bez. Imst) |

∗ Das Imster Gebiet umfasst den Gutteil der Gemeinde Pfafflar, und die Ortschaft Boden von Nord (Namloser Wetterspitze) bis West (an Lichtspitze). Die Gemeinde/Ortschaft Gramais grenzt nicht direkt an.

## Geschichte
Siehe: Geschichte der Gemeinde
Boden hat heute unter 50 Einwohner und mit starker Abwanderung zu kämpfen.

### Lawinenunglück
Am 10. Februar 1984 wurde Boden von einer Lawine heimgesucht, die mehrere Gebäude des Ortes zerstörte. Weil keine Menschenleben zu beklagen waren, wurde als Dank ein Gipfelkreuz auf dem Habart errichtet. Inzwischen ist dieser Lawinenstrich von der Lawinenverbauung so gut gesichert, dass sich diese Lawine nach menschlichem Ermessen nicht wiederholen kann.

## Tourismus
Im Sommer ist das zentral in den Lechtaler Alpen gelegene Boden Ausgangspunkt für viele Wanderungen in die Bergwelt. Mehrere AV-Hütten sind beliebte Wanderziele, wie die Hanauer Hütte (1922 m), die Anhalter Hütte (2038 m) oder die Muttekopfhütte (1942 m). Weiters bieten sich Gipfeltouren (z. B. Falscher Kogel, Kogelseespitze, Wetterspitze) zum Wandern und Klettern an.
Im Winter hat sich Boden, durch sanfte Skiwiesen mit zwei Übungsliften beim Dorf, hauptsächlich auf Skischulgruppen spezialisiert. Als Ausgangspunkt für Skitouren gelangte Boden erst in den letzten Jahren zu Beliebtheit.

## Sehenswertes

### Kirche zum Hl. Joseph in Boden

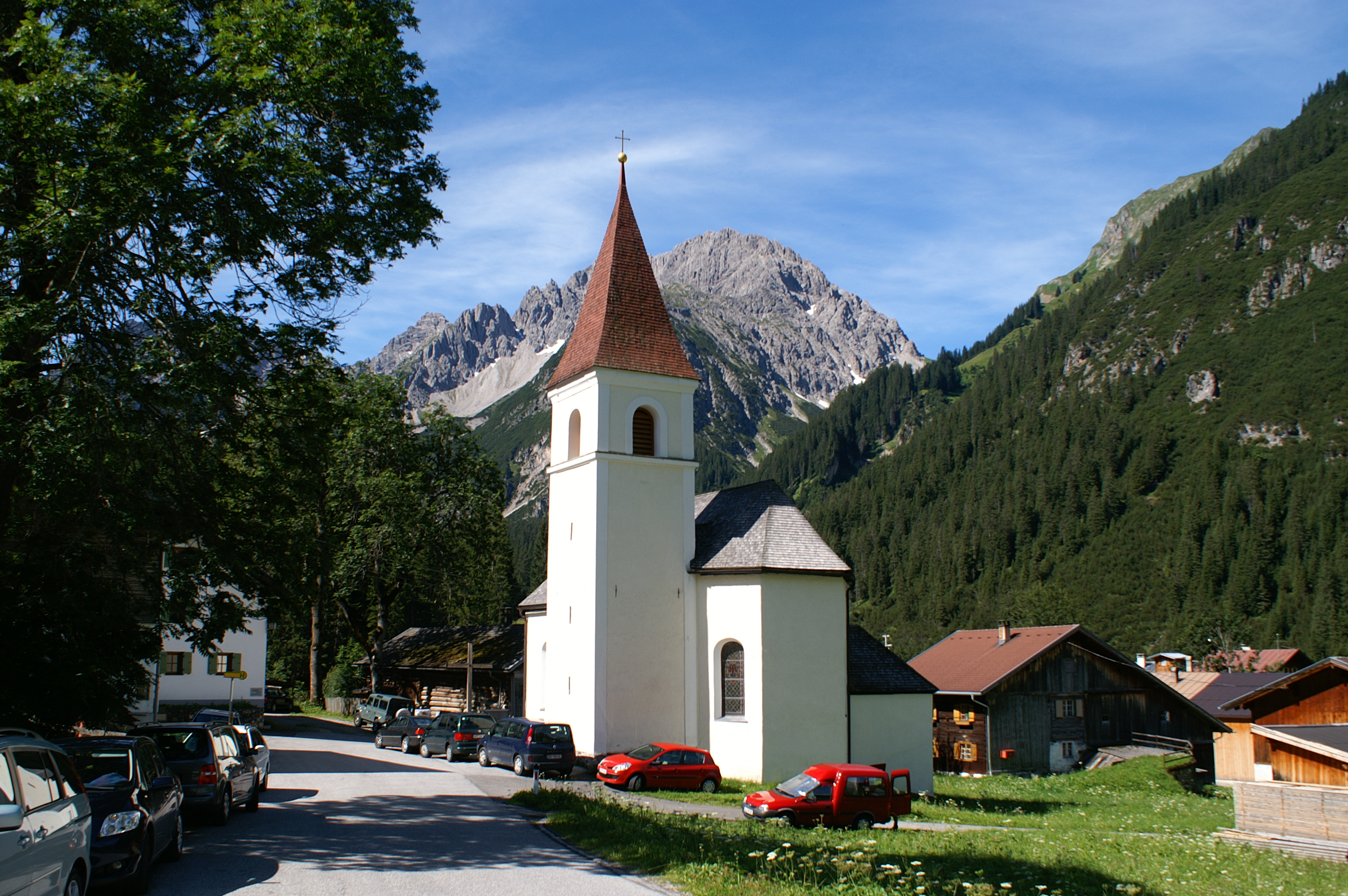
Kaplaneikirche zum hl. Josef

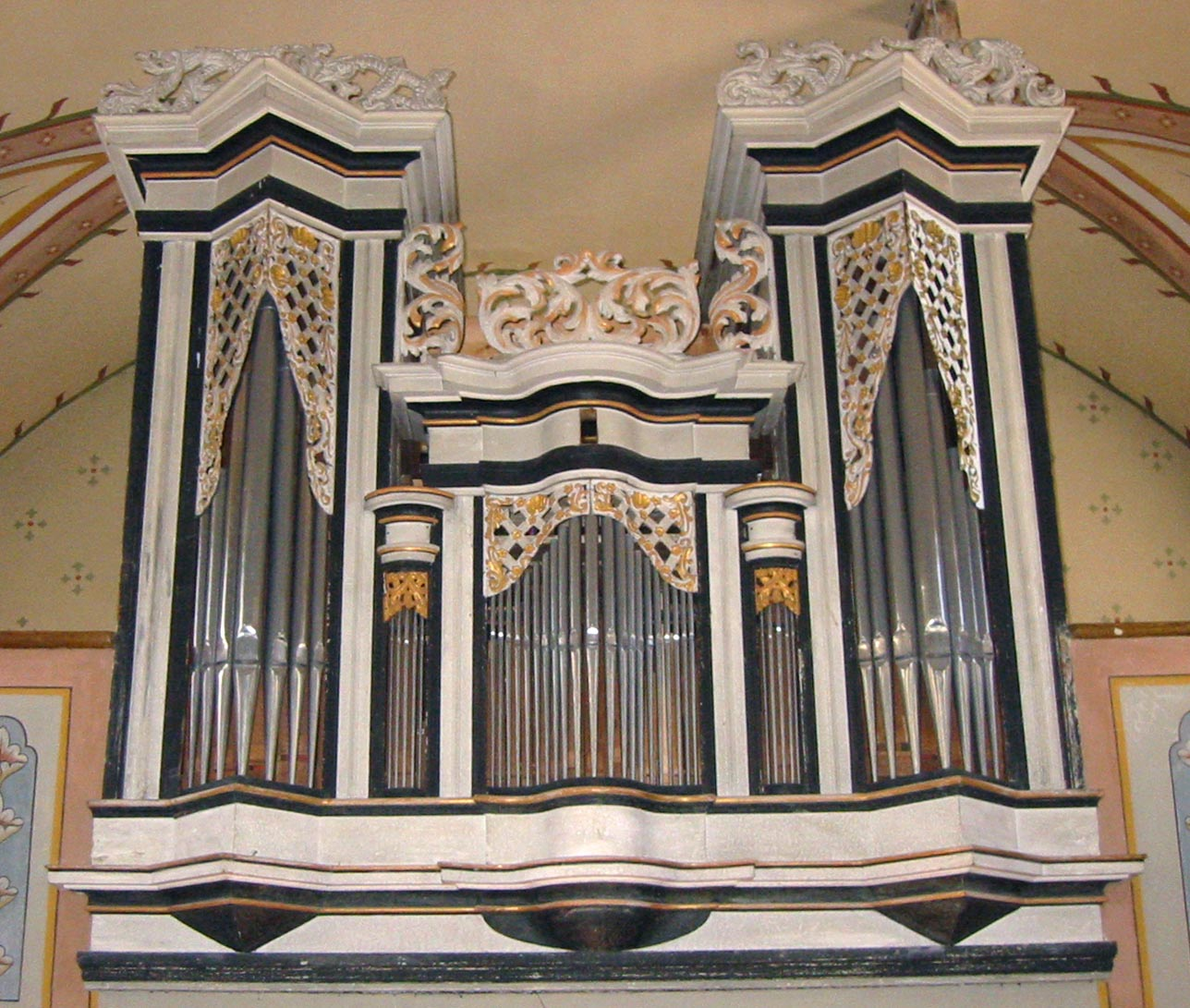
Orgelprospekt in der Kirche von Boden

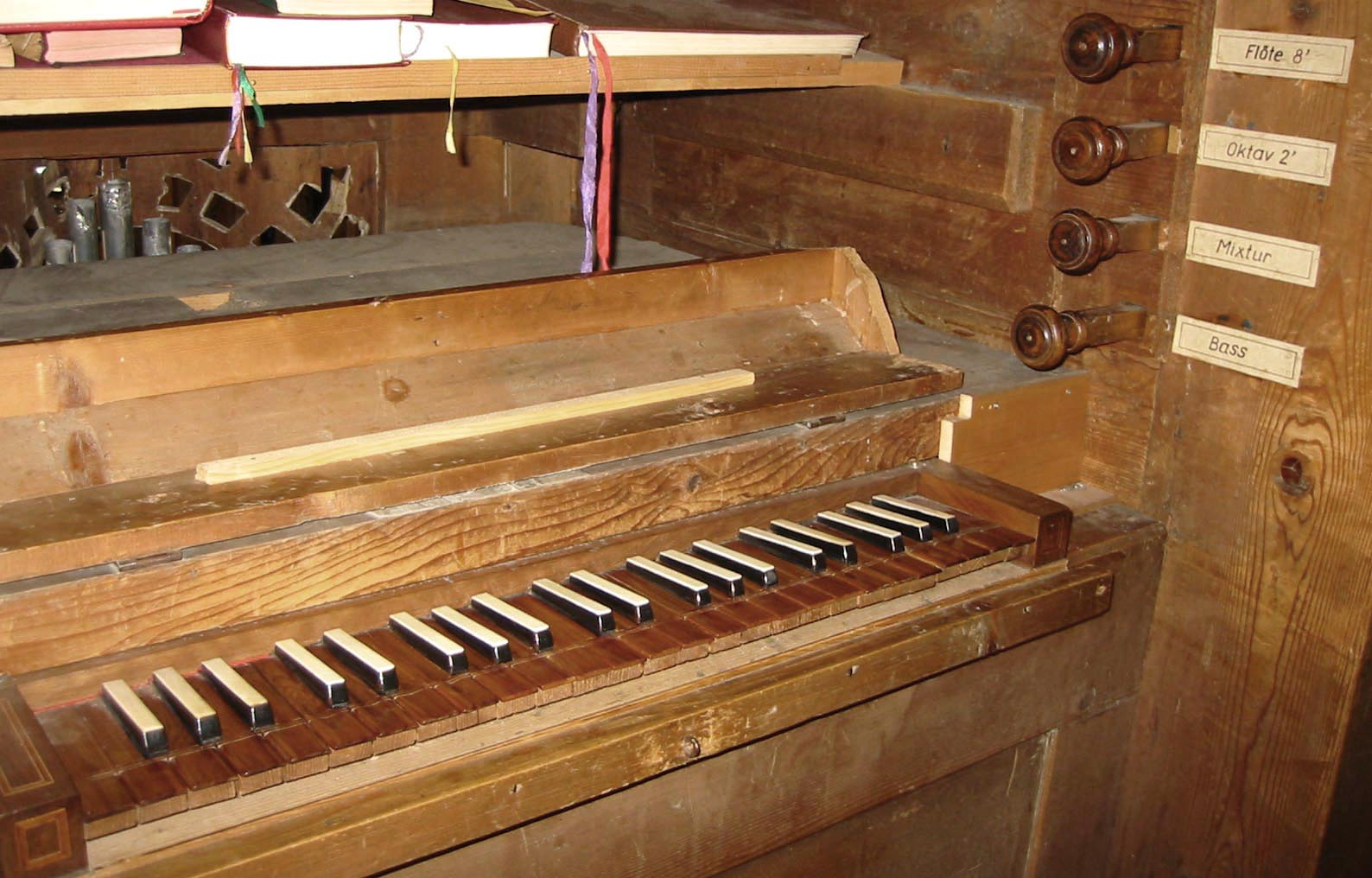
Klaviatur der Orgel in Boden

Die erste Kapelle in Boden wird 1742 erstmals urkundlich erwähnt. Im Jahr 1808 gab der Erzbischof die Erlaubnis, dass in der Kapelle Messopfer dargebracht werden dürfen. Kurz nach der Kaplaneistiftung, wurde der erste Kaplan, Johann Leitgeb, nach Boden beordert. In den folgenden Jahren baute man eine Sakristei an, eine Kanzel und ein Holztürmchen mit zwei Glöckchen.
1838 erfolgte der Kirchenneubau nach dem Plan von Johann Anton Falger aus Elbigenalp.
Das im Original erhaltene Orgelwerk (Prospekt mit spätbarocken Akanthusblattranken und Regence-Bandelwerk, um 1720) stammt von Martin Baur aus Schattwald im Tannheimertal. Ursprünglich stand sie im abgetragenen Vorgängerbau der heutigen Pfarrkirche Häselgehr. Diese wohl älteste Orgel im Bezirk Reutte wurde 1843 von den Dorfbewohnern gekauft und hierher versetzt.
Die einmanualige Brüstungsorgel mit mechanischer Schleiflade und acht Registern  hat ein kurzes Pedal, das heißt die Töne im Pedal sind von links nach rechts: C,F,D,G,E,A,B,H,c,Cis,D, Es, was ein Umdenken beim Spielen verlangt und nicht ganz einfach ist.
1844 stürzte der Turm teilweise ein, jedoch wurde er ein Jahr später wieder aufgebaut, wenn auch nicht mehr ganz so hoch.
1864 weihte Bischof Vinzenz Gasser die neuerbaute Josefskirche ein.
Im Jahr 1874 werden drei Glocken erwähnt, von denen die mittlere zersprungen war. Die größte der drei Glocken ist historisch denkwürdig. Sie wurde vom damaligen Landesfürsten von Tirol gespendet. 1630 musste sie umgegossen werden, dies machte eine Spende des Bischofs von Passau möglich. Warum diese Glocke solche Gunst genoss, ist in keiner Chronik verzeichnet. Auf ihrer Inschrift steht: „Meinen Klang, den schick ich aus und ruf das Volk zum Gotteshaus“.
Der Hochaltar von 1840 besteht aus einem neuromanischen Aufbau mit den Figuren Hl. Josef mit Jesus, Petrus und Paulus. Der linke Seitenaltar ist in neuromanischer Bauweise gestaltet und mit einer neugotischen Herz-Jesu-Statue geschmückt; der ebenfalls neuromanische rechte Seitenaltar trägt eine neugotische Herz-Mariä-Statue.
Glasmalereien von Bernhard Strobl aus dem Jahr 1908 zeigen das Lamm Gottes und einen Pelikan; im Langhaus befinden sich Statuen der Heiligen Martin und Hedwig, 1963 von Josef Widmoser angebracht.
Betsaal und Presbyterium sind mit dekorativen Schablonenwandmalereien verziert. An der Außenseite sind mehrere Gedenktafeln angebracht, die an die vielen Unfälle bei Lawinenabgängen und dergleichen erinnern, bei denen viele Menschen umgekommen sind.
Patrozinium: 19. März

## Nachweise
- 70825 – Pfafflar. Gemeindedaten der Statistik Austria

1. ↑  Florian Gasser: Wie ein Tal stirbt. In: Die Zeit. Nr. 31, 28. Juli 2011 (online [abgerufen am 10. Juli 2013]).
2. ↑  Walter Lechleitner: Lawinen. ISBN 978-3-901821-16-5, S. o.A.